# John Miller Adye

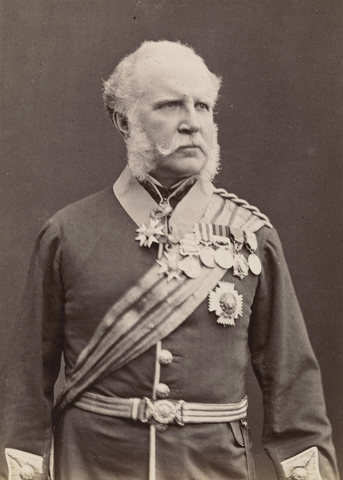
Sir John Miller Adye

Sir John Miller Adye GCB (* 1. November 1819 in Sevenoaks, Kent; † 26. August 1900 in Cragside, Rothbury, Northumberland) war ein britischer General.

## Leben
Adye war der Sohn des Majors James Pattison Adye († 1831) aus dessen Ehe mit Jane Kelson. Er entstammte einer Offiziersfamilie. Sein Großvater Major Stephen Payne Adye diente als Offizier der Royal Artillery im Siebenjährigen Krieg. Sein Vater und seine Onkel Ralph Willett Adye († 1808) und Stephen Adye († 1838) dienten ebenfalls in diesem Regiment.
1856 heiratete er Mary Cordelia, die Tochter des Admirals Sir Montagu Stopford. Das Paar hatte mehrere Kinder. Sein ältester Sohn Colonel John Adye war als Offizier in Afghanistan, Ägypten, im Sudan und in Südafrika eingesetzt. Seine älteste Tochter Winifreda Jane heiratete 1889 William Henry Watson-Armstrong, den Großneffen und Erben von William Armstrong, 1. Baron Armstrong.
Er starb am 26. August 1900 während eines Besuchs bei Lord Armstrong.

## Militärlaufbahn
Adye hatte früh seinen Vater verloren. Er trat im Februar 1834 als Kadett in die Militärakademie in Woolwich ein. Am 13. Dezember 1836 wurde er Second Lieutenant der Royal Artillery. Nach seiner Ernennung zum Lieutenant am 7. Juli 1839 wurde er 1840 nach Malta abkommandiert. 1843 kam er als Adjutant nach Dublin und wurde 1845 zur berittenen Artillerie versetzt. Weitere Beförderungen folgten am 29. Juli 1846 zum Second Captain und am 1. April 1852 zum Captain befördert. Im Jahr Frühjahr 1848 war er Leiter der Artillerieabteilung am Tower of London und wurde beim Angriff der Chartisten gefangen genommen.
Nach dem Ausbruch des Krimkrieges kam Adye im Mai 1854 als Brigade-Major der Artillerie in die Türkei. Lord Raglan ernannte ihn zum stellvertretenden Generaladjutanten der Artillerie. Er diente während der Belagerung von Sewastopol und blieb bis Juni 1856 auf der Krim und wurde später mit der Britische Krim-Medaille mit vier Spangen, der Türkische Krim-Medaille, dem Mecidiye-Orden 4. Klasse und als Kommandant der Ehrenlegion ausgezeichnet.
Adye war im Hafen von Cork in Irland stationiert, als der Sepoyaufstand begann und wurde im Juli 1857 als stellvertretender Generaladjutant der Artillerie nach Indien beordert. Als er am 21. November von Kalkutta aus nach Cawnpore kam, war Sir Colin Campbell bereits nach Lucknow aufgebrochen und ein Kontingent von Gwaliorsoldaten auf Cawnpore vorrückte. Er beteiligte sich an den Kampfhandlungen und erbeutete einen 24-Pfünder, der in einer Straße der Stadt zurückgelassen worden war. Anschließend verfasste er seinen Bericht über die Verteidigung von Cawnpore.
Bei der Schlacht am 6. Dezember konnte das Gwalior-Kontingent von Sir Colin Campbell und seinen Troppen bei seiner Rückkehr aus Lucknow in die Flucht geschlagen werden. Adye kehrte, ohne an weiteren Kämpfen teilzunehmen, nach Kalkutta zurück und mit einer weiteren Medaille ausgezeichnet. Am 29. August 1857 wurde er Regiments-Lieutenant-Colonel und am 19. Mai 1860 Brevet-Colonel.
Im Mai 1859 wurde er zum Kommandeur der Artillerie in Madras ernannt und im März 1863 für drei Jahre zum stellvertretenden Generaladjutanten der Artillerie in Indien. Im November 1863 traf er den Oberbefehlshaber Sir Hugh Rose in Lahore und wurde von diesem zur Unterstützung von General Chamberlains Umbeyla-Feldzug oder Sitanafeldzug in Afghanistan entsandt. Adye, der einen Lagebericht aus dem Gebiet zurückbringen sollte, war dort an Kampfhandlungen beteiligt und wurde mit einer weiteren Medaille mit Umbeyla-Schließe ausgezeichnet.
1864 kehrte Adye nach England zurück. Er war überzeugt davon, dass es wichtig sei, dem indischen Volk zu vertrauen und hohe Ämter im zivilen und militärischen Bereich mit Einheimischen zu besetzen. Am 6. Juli 1867 wurde er Regiments-Colonel und am 1. April 1870 Direktor für Artillerie und Lagerhaltung ernannt. Nachdem er von John Holmes kritisiert wurde verfasste er eine Antwortschrift mit dem Titel The British Army in 1876.

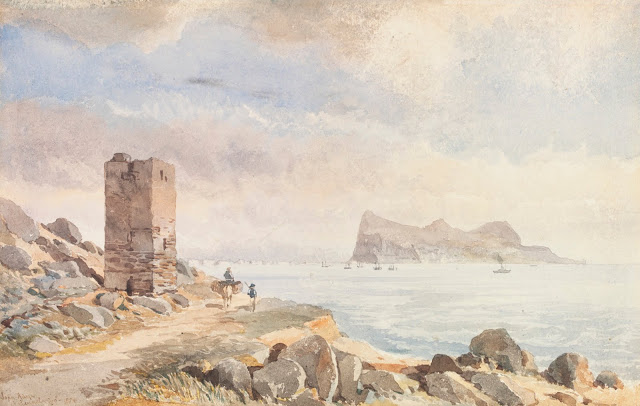
Ansicht von Gibraltar (John Miller Adye)

1875 wurde er Major-General und am 1. August 1875 Nachfolger Sir Lintorn Simmons als Gouverneur der Royal Military Academy Woolwich und 1881 Lieutenant-General. 1882 begleitete er Garnet Joseph Wolseley als dessen Generalstabschef im Anglo-Ägyptischen Krieg gegen Ahmed Urabi Pascha und wurde anschließend zum Gouverneur von Gibraltar ernannt. Dort blieb er fast vier Jahre, lockerte er einige der militärischen Handelsbeschränkungen und stellte der Garnison Aufenthaltsräume zur Verfügung. Am 1. November 1886 wurde er im Alter von 67 Jahren aus dem Dienst entlassen und schrieb ein Buch mit autobiographischen Erinnerungen und eigenen Skizzen.

## Werke
- The defence of Cawnpore by the troops under the order of major-general C. A. Windham in Nov. 1857. Longman, Brown, Green, Longmans, and Roberts, London 1858 (babel.hathitrust.org).
- A review of the Crimean war in the winter of 1854–55. Hurst and Blackett, London 1860.
- Sitana: a Mountain Campaign on the Borders of Afghanistan in 1863. London 1867 (archive.org).